# Chiesa di San Giuseppe (San Damiano d'Asti)
La chiesa di San Giuseppe  è situata sulla piazza principale del comune di San Damiano d'Asti, in provincia di Asti. È in stile barocco e risale al XVIII secolo; da sempre ospitante la confraternita di San Giuseppe, oggi, dopo la soppressione della confraternita, l'edificio è utilizzato dalla parrocchia di Santi Cosma e Damiano.

## Storia
La chiesa di San Giuseppe, situata sulla piazza centrale del comune di San Damiano d'Asti, è una delle maggiori costruzioni barocche piemontesi risalente al XVIII secolo. Questo edificio ha sempre ospitato la Confraternita di San Giuseppe, conosciuta come Compagnia degli Angeli, precedentemente istituita nel 1563. Le scarse informazioni storiche riguardanti le sedi originarie sono dovute alla perdita degli antichi libri, appartenenti alla confraternita, durante il governo francese. Originariamente la sede della confraternita era situata in una cappella già esistente, ma nel 1565 venne trasferita accanto alla torre dell'orologio pubblico in piazza Libertà. I lavori di ricostruzione in stile barocco iniziarono nel 1700 e si protrassero fino al 1715. Da poco la confraternita è stata soppressa e l'edificio è utilizzato dalla Parrocchia di Santissimi Cosma e Damiano. L'ultimo restauro risale al 2012 per opera dell'architetto Giuseppe Ramello

## Descrizione
Si tratta di una costruzione edificata su due livelli che presenta lesene verticali e orizzontali che arricchiscono se pur sobriamente il fronte. Al piano terra è presente un porticato, mentre ai livelli superiori si trovano camere adibite a locali tecnici.

### Facciata
La facciata della chiesa, slanciata verso l'alto per ragioni di spazio  è stata ideata per far risaltare il portale ligneo del frontespizio e la finestra centrale a quattro lobi. Sopra si erge un tiburio ottagonale, dove ogni lato è dotato di un'apertura a tutto sesto contenente parti visibili di cupola, decorate con 3000 squame di cotto a tre colori (rosso giallo e verde) e finestre mistilinee. La sormonta una lanterna a sei aperture, coronata a sua volta da un cupolino.

### Campanile
A destra della facciata si innalza il campanile comunale risalente al 1700, che sovrasta l'antica torre dell'orologio; il progetto fu ideato dall'architetto Filippo Castelli. Il campanile di forma quadrangolare presenta la medesima altezza della cupola ovvero all'incirca 28 metri ed è diviso tramite fascette in diverse sezioni.

### Cupola
La pianta della chiesa è costituita da due figure ellissoidali, di cui la più grande rappresenta il corpo della chiesa, mentre la più piccola il coro; tra queste vi è un rettangolo nel quale sorge l'altare maggiore. Al di sopra dell'ellisse maggiore sorge, a 20 metri d'altezza, una cupola decorata con Storie della vita di San Giuseppe rappresentanti da sinistra Il matrimonio del santo, Sogno con apparizione dell'angelo, La fuga in Egitto e La morte di San Giuseppe. La base della cupola presenta un ballatoio praticabile, costituito da un cornicione con un parapetto in ferro. Al di sopra del ballatoio si trova un tamburo con 8 finestroni, di cui 4 reali e 4 a trompe-l'œil. Successivamente si presentano le 8 vele a cassettoni fioriti, che contengono gli affreschi sopra citati. Tutte le decorazioni ad affresco sono da attribuire ai fratelli Pietro e Antonio Pozzi di Bergamo, che vi lavorarono per 4 anni, dal 1741 al 1744.
L'ordine architettonico ricorrente è il corinzio, caratterizzato dall'utilizzo di foglie di acanto nei capitelli. I pennacchi sovrastanti presentano raffigurazioni dei 4 continenti allora conosciuti, personificati da figure femminili adagiate su nuvole. La donna rappresentante l'Europa reca in mano la Croce, le Chiavi, una Cornucopia e ai suoi piedi vi sono libri e carte musicali. L'Asia porta piume, profumi, coralli e pietre preziose. L'Africa è l'unica figura con carnagione scura, ai cui piedi vi sono incatenati uno schiavo e un leone.
L'America è invece una cacciatrice parzialmente nuda con una freccia nella mano.
Il tema delle 4 parti del mondo conosciute ha valenza di dimostrare l'espandersi del messaggio religioso, ciò nonostante non è un tema completamente innovativo, in quanto già affrontato nell'antichità classica e presente in altri edifici quali Palazzo Reale e Chiesa della Missione di Mondovì. Ulteriormente al di sopra della cupola, si presenta un cupolino raffigurate un trionfo.

### Medaglione e Coro
Il medaglione al di sopra dell'altare maggiore presenta un affresco raffigurante il trionfo della Religione con l'Esaltazione della Croce. I fratelli Pozzi scelsero di adottare il cielo come sfondo, da cui si irradia la luce e sul quale angeli e putti trasportano una grande croce lignea.
Il coro sul fondo della Chiesa è caratterizzato da una serie di banchi posti a semi-ellisse su tre file di cui solo quella affiancante il muro presenta un alto schienale con decorazione a rombi. Al centro è posto il sedile destinato al priore presentante lo schienale più alto diviso in tre parti da colonnine tortili. L'inginocchiatoio del sedile del priore presenta la firma del probabile autore, Pavarino Carlo, e data di realizzazione 1816.
Alle pareti del coro sono affrescate le 4 virtù cardinali e al di sopra si può ammirare il quadro della Presentazione di Gesù bambino al Tempio. Alle spalle del quadro è situata una nicchia contenente un teschio identificabile nel priore o in un nobile sandamianese.
Nella volta del coro è dipinta l'Apoteosi di San Giuseppe il quale, ormai vecchio, viene trasportato verso il Paradiso da una nuvola sospinta da angeli alati.

### Altare
Tra le due figure ad ellisse che compongono la pianta della chiesa, si trova un raccordo rettangolare con soffitto a baldacchino, dov'è collocato l'altare maggiore, posto su due scalini di marmo e una pedana in legno. L'altare è formato di piani digradanti terminanti in volute a ricciolo. I piani verticali sono formati da tarsie di marmi a più colori. Al centro il tabernacolo al di sopra del quale vi è una croce lignea dorata circondata da candelabri dorati. Sotto il piano d'appoggio vi è un angelo alato in marmo. L'altare risale probabilmente al 1700, ma altri abbellimenti sono stati inseriti nel 1785.

### Cappelle
Nella parte principale della chiesa, a destra e a sinistra delle pareti leggermente incurvate, si trovano due cappelle. Quella di sinistra dedicato al patrocinio di San Giuseppe, mentre quella di destra dedicata a Sant'Avertino, protettore del mal di testa, con corrispondente quadro a lui dedicato.